# Thuidium sharpii
Thuidium sharpii là một loài rêu trong họ Thuidiaceae. Loài này được H.A. Crum mô tả khoa học đầu tiên năm 1984.